# Luka Lapornik
Luka Lapornik (Celje, 24 d'octubre de 1988) és un jugador de bàsquet eslovè. És un aler de 1,95 m.

## Carrera esportiva
Es va formar a les categories inferiors del KK Sentjur d'Eslovènia, i el 2005 debutava a la màxima categoria eslovena amb el Kemoplast Alpos Sentjur, on hi jugaria fins al 2010. Després va jugar 3 anys al KK Zlatorog Lasko i 3 més al KK Krka Novo Mesto. La temporada 2016-17 fitxa pel Divina Seguros Joventut de la Lliga Endesa. La temporada següent fitxa pel Steaua CSM EximBank Bucuresti de la lliga rumana.